# Guerlain Chicherit
Guerlain Chicherit (ur. 20 maja 1978 r.) – francuski kierowca rajdowy, specjalista od rajdów terenowych. Tak samo jak Luc Alphand, uprawiał narciarstwo.
Na MŚ we freestylu wygrywał kolejno w latach: 1999, 2002, 2006 i 2007.
W roku 2005 zadebiutował w Rajdzie Dakar, gdzie uzyskał 49. miejsce w klasyfikacji końcowej. W roku 2006 zajął 9. miejsce w tym rajdzie. Obecnie jest kierowcą zespołu BMW i wraz z Michelem Périn startuje samochodami BMW X3 CC i Mini All4 Racing. W roku 2009 prowadząc BMW X3 Cross Country wraz z pilotką Tiną Thörner zdobył Puchar Świata FIA w rajdach terenowych.